# Gaut
Gaut (en gotique : 𐌲𐌿𐍄𐌰, en vieux haut allemand : Gautaz, en vieux norrois : Gautr, en vieux saxon : Hathagât, et en lombard : Gaus), également connu sous le nom de Gauti, Gautatýr ou encore Gapt (en gotique : 𐌲𐌰𐍀𐍄), est le dieu principal du panthéon de la mythologie chez les Goths.
Le nom de ce dieu scandinave de la guerre est probablement à l'origine du nom de ce peuple.

## Étymologie
La signification du nom de ce dieu est peut-être identique à la signification du nom de « goth » : « verseur de semence », « géniteur », c'est-à-dire l'« Homme ».
Son nom est également lié au fleuve suédois du Göta älv.

## Biographie
Selon la tradition orale des Wisigoths et des Ostrogoths, il est l'ancêtre des deux principaux lignages gothiques : le lignage des Amales pour les Ostrogoths et, “de moindre importance” selon Jordanès, d'origine ostrogothique, le lignage des Balthes pour les Wisigoths.
Selon la Gutasaga (Saga des Goths), il serait le fils de Hafþi (pt) (lui-même fils de Thjálfi) et de Huítastjerna.
Bien que le christianisme, et surtout l'arianisme, commence peu à peu à toucher les Goths à partir de l'année 341, ces deux lignages issus de cette divinité païenne conservent néanmoins jusqu'au milieu du VIe siècle au moins, leur prestige et leur côté sacré, mythique.
L'épée nommée Terving a été donnée directement au premier ancêtre des Balthes par le dieu de la guerre Gaut. Elle est un instrument de combat victorieux et de justice triomphante. Elle est transmise de génération en génération et symbolise l'origine du pouvoir royal.

## Équivalent
Gaut est l'équivalent goth du dieu scandinave Odin, dont il est l'un des multiples noms.

## Famille

### Mariage et enfants
De son union avec une femme inconnue, il eut :
- Humal (pt).